# Vlag van Gieten

Vlag van de gemeente Gieten (1971-1998)

Het begrip vlag van Gieten kan zowel betrekking hebben op de gemeentevlag die van 1971 tot 1998 werd gebruikt, als op de dorpsvlag van Gieten.

## Gemeentevlag
De gemeentevlag van Gieten werd op 10 maart 1971 bij raadsbesluit vastgesteld als de gemeentelijke vlag van de Drentse gemeente Gieten. De vlag kan als volgt worden beschreven:
Zes verticale banen geel-wit-geel-groen-wit-groen in een lengteverhouding 3:1:2:2:1:9; met over alles heen twee naast elkaar geplaatste, op hun punt gestelde rode vierkanten, elkaar rakend op de scheiding van broeking en vlucht; de lengte van de zijden van de vierkanten bedraagt 1/3 van de vlaghoogte.
De vlag was een ontwerp van de Hoge Raad van Adel. Omdat de herkomst van het wapen van Gieten onduidelijk was, is een geheel nieuwe vlag ontworpen. Het geel staat symbool voor het zand in het westen van de gemeente; de witte baan hierin stelt de weg naar Emmen en Groningen voor. Het rode vierkant symboliseert de woonkern Gieten. Het groen staat symbool voor het veen in het oostelijke deel van de gemeente, met daarin de Oostermoerse Vaart die als een witte lijn is weergegeven. Het rode vierkant symboliseert de woonkern Gieterveen. De woonkernen vormen een twee-eenheid, wat is weergegeven door de vierkanten elkaar te laten raken.
In 1998 ging de gemeente op in de nieuwe gemeente Aa en Hunze, waarbij de gemeentevlag kwam te vervallen.

## Dorpsvlag

Dorpsvlag van Gieten

De dorpsvlag van Gieten werd door de gemeenteraad van de gemeente Aa en Hunze op 1 juli 2004 vastgesteld. De hond is afkomstig uit het wapen van Gieten; de kleuren symboliseren bos en zand en de vier bogen symboliseren beide de windmolen en de vier belangrijke wegen uit Zuid, Oost, West en Noord.

## Verwant symbool

Wapen van Gieten

Anloo 
· Beilen 
· Borger 
· Dalen 
· Diever 
· Dwingeloo 
· Eelde 
· Gasselte 
· Gieten 
· Havelte 
· Nijeveen 
· Norg 
· Odoorn 
· Oosterhesselen 
· Peize 
· Roden 
· Rolde 
· Ruinen 
· Ruinerwold 
· Schoonebeek 
· Sleen 
· Smilde 
· Vledder 
· Vries 
· Westerbork 
· de Wijk 
· Zuidlaren 
· Zuidwolde 
· Zweeloo
Anloo
· Annen
· Annerveenschekanaal
· Dalen
· De Groeve
· Een
· Eext
· Eexterveen
· Eexterveenschekanaal
· Elim
· Gasselternijveen
· Gasteren
· Gieten
· Gieterveen
· Grolloo
· Hollandscheveld
· Nieuw-Weerdinge
· Noordscheschut
· Schoonoord
· Tiendeveen
· Uffelte
· Wapse
· Witteveen
· Yde-De Punt
· Zorgvlied